# Celama holsatica
Celama holsatica är en fjärilsart som beskrevs av Christian Johannes Amandus Sauber 1916. Celama holsatica ingår i släktet Celama och familjen trågspinnare. Inga underarter finns listade i Catalogue of Life.